# ウリナリ芸能人社交ダンス部
『ウリナリ芸能人社交ダンス部』（ウリナリげいのうじんしゃこうダンスぶ）は1996年4月 - 2002年3月に放送されていた日本テレビのバラエティ番組『ウッチャンナンチャンのウリナリ!!』（通称：ウリナリ!!）の企画コーナー。また、その『ウリナリ!!』発の特番、社交ダンス・バラエティ番組。

## 概要
ウリナリ芸能人社交ダンス部は元々『ウリナリ!!』のレギュラー放送時代に好評だった企画である。メンバーが本業で忙しい中睡眠時間を削って練習し、疲労・負傷しながらも予選を戦い、敗退してもそれをバネに次回に向けて頑張り、絆を深めるという企画で、『ウリナリ!!』ファンのみならず、一般の視聴者にも評価された。中でも香港大会では、様々な苦難の中、内村・伊藤ペア、天野・千秋ペア、ウド・室井ペアが健闘した。
2002年3月の『ウリナリ!!』終了後も『新・芸能人社交ダンス部』として特番で不定期（毎年1 - 2回）に放送され、20%を超える視聴率を記録した。

## スペシャルタイトル

### レギュラー時代
- 1997年10月10日 - 「ウッチャンナンチャンのウリナリ!! 芸能人社交ダンス部 炎の全日本団体戦スペシャル」

社交ダンス部単独企画の最初の特番。平均視聴率28.2％。ウリナリ!!全回放送を通しての最高視聴率。
- 1998年9月25日 - 「ウッチャンナンチャンのウリナリ!! 芸能人社交ダンス部 炎の団体戦スペシャル～'98秋」
- 2000年1月7日 - 「ウッチャンナンチャンのウリナリ!! 炎の個人戦 あたって砕けるかスペシャル」
- 2001年6月29日 - 「新・芸能人社交ダンス部　涙は希望の光に輝くかSP」
- 2001年7月6日 - 「新・芸能人社交ダンス部　軌跡を起こせるか運命の決戦SP」
- 2001年7月27日 - 「新・芸能人社交ダンス部 史上最低のダンス部員は夢の級取りを叶える事が出来るのかSPECIAL」
- 2001年8月3日 - 「ウッチャンナンチャンのウリナリ!! 新芸能人社交ダンス部 真・夏の決戦 ポンコツ達の軌跡SPECIAL」
- 2001年9月28日 - 「新芸能人社交ダンス部 今度こそ日本一だぜ!炎の団体戦スペシャル」

### 単独特番時代
- 2002年12月27日 - 「ウリナリ社交ダンス部大復活!海外進出記念熱き7年の全記録SP」

主に2001年5月までの旧レギュラー陣の社交ダンスについてのコメントを放送。ただし、ダンス経験ありの過去レギュラーでは堀部、千秋、ビビアン、ケディのみコメントはなかった。
- 2003年1月3日 - 「ウリナリ社交ダンス部炎の大復活!目指すは世界大会SP」
- 2003年10月11日 - 「スーパースペシャル2003 ウリナリ芸能人社交ダンス部外伝!決死のワールドツアーヨーロッパ大舞踏会SP」

2001年6月以降の新レギュラー陣で放送。
- 2004年10月9日 - 「ウリナリ社交ダンス部Presents 南原・杉本彩の英国・アイルランド爆笑紀行」

この回は南原と杉本彩のみでの放送。
- 2005年4月3日 - 「ウリナリ芸能人社交ダンス部大復活! 新たなる挑戦SP2005春」

新メンバーを加入して放送。この放送より、レギュラー時代からテロップにあった「」（かぎかっこ）がなくなる。平均視聴率24.2％
- 2005年10月6日 - ブラックプールスペシャル「ウリナリ社交ダンス部2005秋・遂に夢舞台へ」
- 2006年3月21日 - 新メンバーを加えた「春の4時間ダンス祭り 第一部・ウリナリ芸能人社交ダンス部 2006春」

平均視聴率22.9％
- 2007年1月2日 - 「ウリナリ芸能人社交ダンス部 新春・汗と涙の総力戦 日本一に絶対なるぞスペシャル」

平均視聴率11.0％
- 2007年3月25日 - 「ウリナリ芸能人社交ダンス部2007春 遂に!日本代表となり世界選手権出場スペシャル」

平均視聴率9.6％

## 関連番組
- 2005年12月30日 - 兄弟特別番組「オールスター Shall we ダンス?～有名人社交ダンス選手権～」放送。優勝は松坂慶子のペア。その他インリン・オブ・ジョイトイ、磯野貴理子、金子貴俊、大八木淳史、さとう珠緒、辛坊治郎らがプロダンサーとペアリングを組み出場した。司会に南原と草刈民代、実況に河村亮、リポーターに勝俣州和がそれぞれ担当した。相方の内村や下記の社交ダンス部メンバー（南原・勝俣以外）は出演しなかったが、高視聴率をマークした。
  - なお、2006年4月から「ひらめ筋GOLD」の後番組として南原清隆と松坂慶子が司会を務める「シャル・ウィ・ダンス?～オールスター社交ダンス選手権～」がレギュラー放送されていた（2007年3月11日に終了）。

- 2013年2月から「ヒルナンデス!（火曜日）」にて、「社交ダンス踊るんデス!」のコーナーが開始。いとうあさこ、中田敦彦がペアとして1級獲得を目指して挑戦する。
  - なお、他局でも2013年より『中居正広の金曜日のスマたちへ』にて社交ダンス企画が放送されている。

## 社交ダンス部の歴史
- 1996年4月12日、「芸能界サークル活動宣言」というコーナーの第1回目の企画としてスタート。初代メンバーは南原・天野・杉本・鈴木。
- 1996年6月、杉本彩・南原清隆ペアでJADA1級を取得。
- 1997年10月10日秋のスペシャル「ウッチャンナンチャンのウリナリ!! 芸能人社交ダンス部 炎の全日本団体戦スペシャル」で前述の通り、視聴率28.2％を記録。
- 2000年、級取り大会で級を取得するペアが続出。同年1月21日放送分が全員が旧レギュラー陣での社交ダンス部は最後となった。
- 2001年から、「ウリナリ芸能人社交ダンス部」から「新・ウリナリ芸能人社交ダンス部」へ改め、一部メンバーを除き大幅にメンバーを変更された。
- 2002年12月27日、本家『ウリナリ!!』レギュラー放送終了から8ヶ月、過去の社交ダンス部を振り返る復活スペシャルを放送。特番化以降の初の放送。全員ではないが過去のレギュラー出演者が各個人でコメントを寄せ、社交ダンス部を振り返った。
- 2005年4月3日放送の大会で新メンバーが追加された。この回はベンチャー内村が「ウリナリ社交ダンス部」を買い取ったという設定で、ローズ南原に代わってリーダー的存在となった。
- 2005年9月22日、「ウッチャンナンチャンのウリナリ!!芸能人社交ダンス部　1996春 伝説はこの大会から始まったスペシャル!!」および、「ウッチャンナンチャンのウリナリ!!芸能人社交ダンス部　2005春 大復活!新たなる挑戦スペシャル!!」の過去のスペシャルから厳選したノーカットスペシャル版2本がDVD化。
- 2006年3月21日 - ウリナリ社交ダンス部スタートから10年が経過。新メンバーを加入。前回リーダー的存在となったベンチャー内村は「天竺に行っている」という理由で参加しなかった（フジテレビ系ドラマ『西遊記』出演中だったため）。ただし、その後も出演はない。

## 挑戦した種目
- ラテン
  - チャチャチャ
  - ルンバ
  - サンバ
  - パソドブレ
  - ジャイヴ
- モダン
  - ワルツ
  - タンゴ
  - スローフォックストロット

## メンバー

### レギュラー放送時
以下、旧メンバー。一部部員を除き、大半の部員は新メンバー加入により降板している。
第一期生　1996年4月12日放送～
- 杉本彩　★現在も在籍（旧）
- ローズ南原　★現在も在籍（旧）
  - ペアの相手である杉本彩がチャタレイ夫人の恋人のコンスタンス・チャタレイの様な雰囲気であり、メンバーが南原をチャタレイ夫人の奴隷みたいに思った所から「チャタレイ夫人の使用人」と言う異名を付けられた事がある。
- チューリップ天野　★現在も在籍（旧）
- 鈴木紗理奈　～最初の1ヶ月間のみ参加

第二期生　1996年5月31日放送～
- ブラボー内村・スーパーブラボー内村・バロン内村・ベンチャー内村　～新たなる挑戦スペシャル2005春まで参加（2003年SPから2005年春まではダンスは踊らず登場のみ）
- ビビアン・スー　～1998年炎の全日本団体戦まで参加
- 矢部美穂　～約半年のみ参加

第三期生　1996年11月放送～
- 千秋　～2000年炎の個人戦神奈川大会まで参加
- アミーゴウド　★現在も在籍（旧）、2004年スペシャルは応援団として参加
- 室井滋　～約半年間のみ参加
- 伊藤裕子　～ビビアン・スーにかわり約半年参加

第四期生　1997年8月15日放送～
- アッセー勝俣　★現在も在籍（旧）
- 藤崎奈々子　～2000年炎の個人戦神奈川大会まで参加
- 遠藤久美子　～1998年炎の全日本団体戦まで参加

第五期生　1998年9月18日放送～

以下の3名は以前はウリナリ応援団として出演
- 濱口優　～2001年真夏の決戦まで参加
- 有野晋哉　～2001年真夏の決戦まで参加
- 堀部圭亮　～2001年真夏の決戦まで参加

第六期生　1999年11月5日放送～
- 山川恵里佳　～2005年4月3日放送まで参加
- 神尾米　～2003年決死の大舞踏会ワールドツアースペシャルまで参加
- ケディ　～2000年炎の個人戦神奈川大会まで参加

※2000年度は新入り部員なし

### 新・ウリナリ芸能人社交ダンス部以降
以下、新メンバー。一部部員はすでに降板している。
第七期生　2001年5月25日放送～
- ゴルゴ松本　☆現在も在籍（新）
- 坂本ちゃん　2001年真夏の決戦・炎の団体戦のみ参加
- カポネ大竹　～2001年真夏の決戦・炎の団体戦のみ参加
- 小池栄子　☆現在も在籍（新）、2006年春は登場のみ
- ジニー・リー　～2002年世界大会まで参加
- ユニー・ハン　2001年真夏の決戦・炎の団体戦のみ参加
- 神戸みゆき　2001年真夏の決戦・炎の団体戦のみ参加
- 内藤陽子　2001年真夏の決戦・炎の団体戦のみ参加
- 小野愛　2001年真夏の決戦・炎の団体戦のみ参加
- 三津谷葉子 2001年真夏の決戦・炎の団体戦のみ参加

このときは濱口率いる第2のチーム、「超星舞団（スーパースターダンサーズ）」が登場。メンバーは濱口・ウド・有野・坂本ちゃん・大竹・神尾・ハン・内藤・小野・三津谷。

### 特番化以降
- 有森也実 2003年秋の特番のみ参加

第八期生　2005年4月3日放送～
- ベッキー ～2005年秋ブラックプールSPまで参加
- 若槻千夏 ～2005年秋ブラックプールSPまで参加
- 榊原郁恵 現在も在籍
- 和希沙也
- ジャガー横田 ～2005年秋ブラックプールSPまで参加
- 魚住りえ現在も在籍。ただし、2006年春は出演せず
- ロバート ～2005年秋ブラックプールSPまで参加
- アンガールズ ～2005年秋ブラックプールSPまで参加

第九期生　2006年3月21日放送～
- 大沢あかね　この放送のみ出演
- オリエンタルラジオ　この放送のみ出演
- さとう珠緒　この放送のみ出演
- 田嶋陽子　この放送のみ出演
- 板東英二　この放送のみ出演
- マルシア　この放送のみ出演
- レギュラー　この放送のみ出演
- 山田花子　この放送のみ出演

第十期生 2007年1月2日放送～
- アンジャッシュ
- 小倉優子
- 金子貴俊
- SHEILA
- 関根麻里
- ボビー・オロゴン
- 松本伊代
- 渡辺正行

## ペア遍歴

### 芸能人社交ダンス部
| 期   | 開始日  | ウッチャンナンチャン | ウッチャンナンチャン | キャイ～ン                   | キャイ～ン    | K2            | K2             | よゐこ     | よゐこ   |
| 期   | 開始日  | ローズ南原 （部長）  | ブラボー 内村        | チューリップ 天野 （副部長） | アミーゴ ウド | アッセー 勝俣 | 堀部圭亮       | 濱口優     | 有野晋哉 |
| ---- | ------- | -------------------- | -------------------- | ---------------------------- | ------------- | ------------- | -------------- | ---------- | -------- |
| 一期 | 96.4.12 | 杉本彩               | ビビアン・スー       | 鈴木紗理奈                   | -             | -             | -              | -          | -        |
| 二期 | 96.5.31 | 杉本彩               | ビビアン・スー       | 矢部美穂                     | -             | -             | -              | -          | -        |
| 三期 | 96.11   | 杉本彩               | 伊藤裕子             | 千秋                         | 室井滋        | -             | -              | -          | -        |
| 四期 | 97.8.15 | 杉本彩               | ビビアン・スー       | 千秋                         | 藤崎奈々子    | 遠藤久美子    | -              | -          | -        |
| 五期 | 98.9.18 | 杉本彩               | ビビアン・スー       | 千秋                         | 藤崎奈々子    | 遠藤久美子    | ビビアン・スー | 藤崎奈々子 | 千秋     |
| 六期 | 99.11.5 | 杉本彩               | ケディ               | 千秋                         | 藤崎奈々子    | 山川恵里佳    | 神尾米         | 千秋       | ケディ   |

### 新・ウリナリ芸能人社交ダンス部　超星舞団
| 期   | 開始日   | 新・ウリナリ芸能人社交ダンス部 | 新・ウリナリ芸能人社交ダンス部 | 新・ウリナリ芸能人社交ダンス部 | 新・ウリナリ芸能人社交ダンス部 | 新・ウリナリ芸能人社交ダンス部 | 超星舞団        | 超星舞団     | 超星舞団      | 超星舞団     | 超星舞団    |
| 期   | 開始日   | ウッチャンナンチャン           | ウッチャンナンチャン           | キャイ～ン                     | K2                             | TIM                            | よゐこ          | よゐこ       | キャイ～ン    | アルカリ三世 | さまぁ～ず  |
| 期   | 開始日   | ローズ南原 （部長）            | ブラボー 内村                  | チューリップ 天野 （副部長）   | アッセー 勝俣                  | ゴルゴ松本                     | 濱口優 （団長） | 有野晋哉     | アミーゴ ウド | 坂本ちゃん   | カポネ 大竹 |
| ---- | -------- | ------------------------------ | ------------------------------ | ------------------------------ | ------------------------------ | ------------------------------ | --------------- | ------------ | ------------- | ------------ | ----------- |
| 七期 | 01.05.25 | 杉本彩                         | ジニー・リー                   | 神戸みゆき                     | 山川恵里佳                     | 小池栄子                       | 三津谷葉子      | ユニー・ハン | 小野愛        | 内藤陽子     | 神尾米      |

## 指導者
- 1996年～2000年
  - わたりとしお
  - 湯浅奈緒子
- 2001年以降～
  - 二ツ森司・みどり
  - 二ツ森亨・由美

## その他
- この番組で、当時、交際が噂されていた山根良顕と山川が共演したことにより、交際関係ではなく社交ダンスのペアという関係だったというのが後に判明した
- 2006年8月27日には『24時間テレビ 「愛は地球を救う」』内で、盲目のダンサーと当部員が一緒にブラインドダンスを踊るという企画が放送された。2018年8月26日に13年ぶりに復活。